# 滋賀県道157号高野守山線
滋賀県道157号高野守山線（しがけんどう157ごう たかのもりやません）は、滋賀県栗東市から守山市に至る一般県道である。

## 概要
栗東市高野から守山市吉身2丁目に至る。
名神高速道路 栗東ICの近くから守山市中心部へと結ぶ。途中で滋賀県道11号守山栗東線と重複する部分がある。

### 路線データ
- 起点：栗東市高野（高野西交差点、滋賀県道145号片岡栗東線交点）
- 終点：守山市吉身2丁目（吉身西交差点、滋賀県道2号大津能登川長浜線交点、滋賀県道151号守山中主線起点）
- 総延長：3.4 km

## 路線状況

### 重複区間
- 滋賀県道11号守山栗東線（栗東市辻・辻交差点 - 栗東市出庭）

## 地理

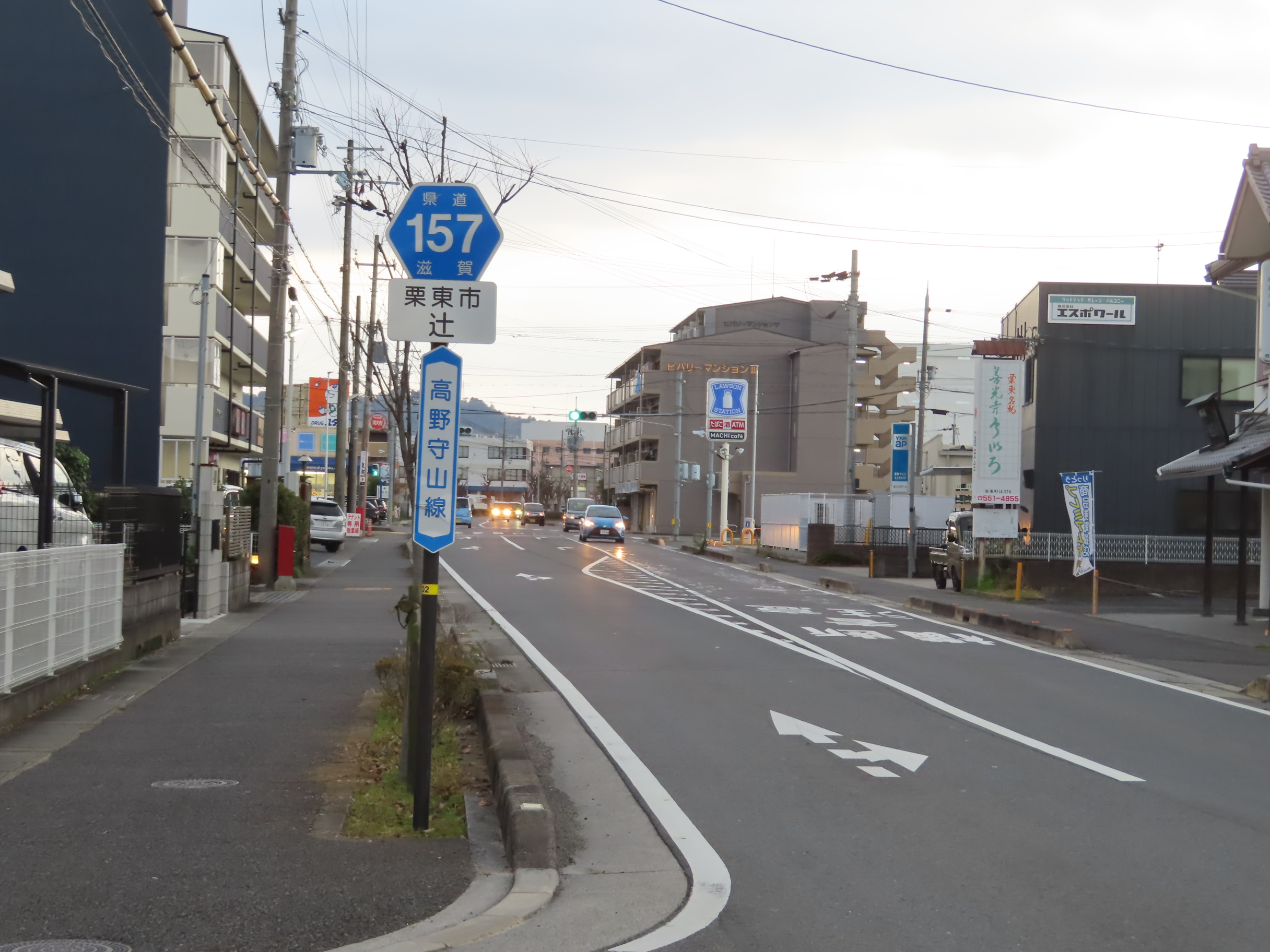
栗東市辻（2022年12月）

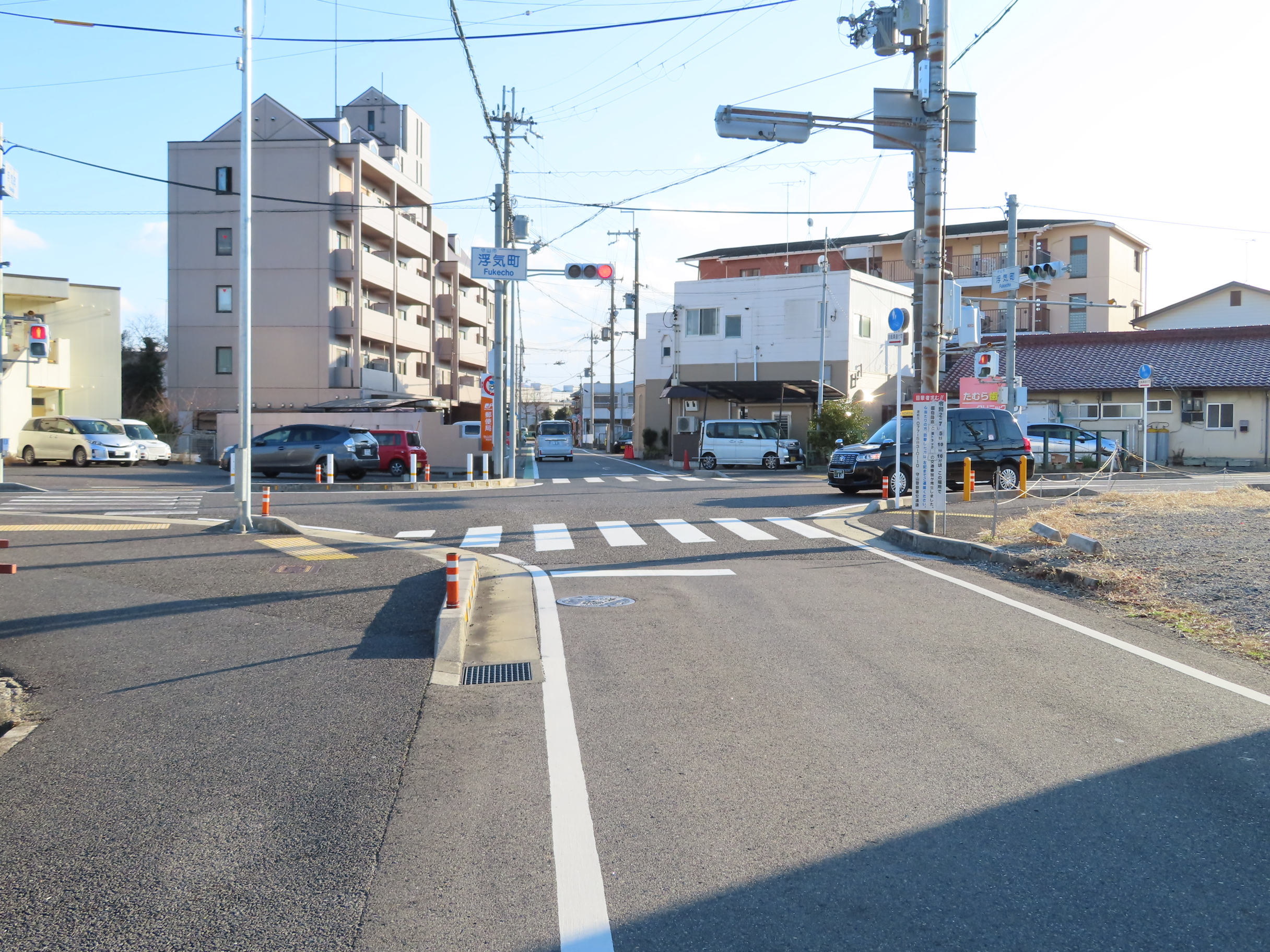
守山市浮気町（2020年1月）

### 通過する自治体
- 滋賀県
  - 栗東市 - 守山市

### 交差する道路
| 交差する道路                                                              | 市町村名 | 交差する場所         | 交差する場所        |
| ------------------------------------------------------------------------- | -------- | -------------------- | ------------------- |
| 滋賀県道145号片岡栗東線                                                   | 栗東市   | 高野                 | 高野西交差点 / 起点 |
| 国道8号 滋賀県道11号守山栗東線 / レインボーロード 重複区間起点            | 栗東市   | 辻                   | 辻交差点            |
| 滋賀県道11号守山栗東線 / レインボーロード 重複区間終点                    | 栗東市   | 出庭                 |                     |
| 都賀山通り                                                                | 守山市   | 浮気町（ふけちょう） | 浮気町交差点        |
| 駅前グリーンロード                                                        | 守山市   | 吉身1丁目            | 油池交差点          |
| 滋賀県道2号大津能登川長浜線 / 旧中山道 滋賀県道151号守山中主線 / 旧中山道 | 守山市   | 吉身2丁目            | 吉身西交差点 / 終点 |

### 交差する鉄道
- 東海道新幹線
- 東海道本線

### 沿線
- 栗東市立葉山小学校、葉山幼稚園
- 栗東高野郵便局
- 淺野運輸倉庫
- 守山浮気郵便局
- 守山市立浮気保育園
- JR西日本東海道本線 守山駅
- 西町地蔵尊